# Jovellar
Jovellar é um município de  quarta classe de renda municipal (d) na província Albay, nas Filipinas. De acordo com o censo de 1 de maio  de  2020 possui uma população de 17 795 pessoas e 4 161 domicílios.